# Wildpark Saarbrücken
Koordinaten: 49° 15′ 5,5″ N, 7° 1′ 40,7″ O
Der Wildpark Saarbrücken ist der Wildpark der saarländischen Landeshauptstadt Saarbrücken. Er liegt im Stadtwald St. Johann am Meerwiesertalweg gegenüber der Hermann-Neuberger-Sportschule.

## Geschichte
Der Wildpark wurde 1929 mit 12 Tieren gegründet. Zu Kriegsbeginn 1939 wurde der Park aufgelöst und die Tiere wurden in die Natur entlassen. 1956 wurde der Park auf einer Fläche von neun Hektar neu gegründet. In den folgenden Jahren wurde der Wildpark verändert und vergrößert. 2009 wurden neue Orientierungstafeln erstellt.

## Tiere
Rothirsche, Wildschweine, Steinböcke, Damhirsche, Wildkatzen, Luchse, Greifvögel, Eulen, Mufflons, Wisente, Ponys, Meerschweinchen, Pfauen, Kaninchen, Rehe

## Angebote
Neben den Tieren gibt es eine Holz- und Stein-Ausstellung, das Restaurant Uhu-Pavillon und bespielbare Wald-Instrumente. Für Kinder und Jugendliche stellt die Wildpark-Akademie eine Anzahl von Aktionen bereit, darunter Ponyreiten, Bogenschießen, die Möglichkeit Kindergeburtstage zu feiern usw.

## Bilder

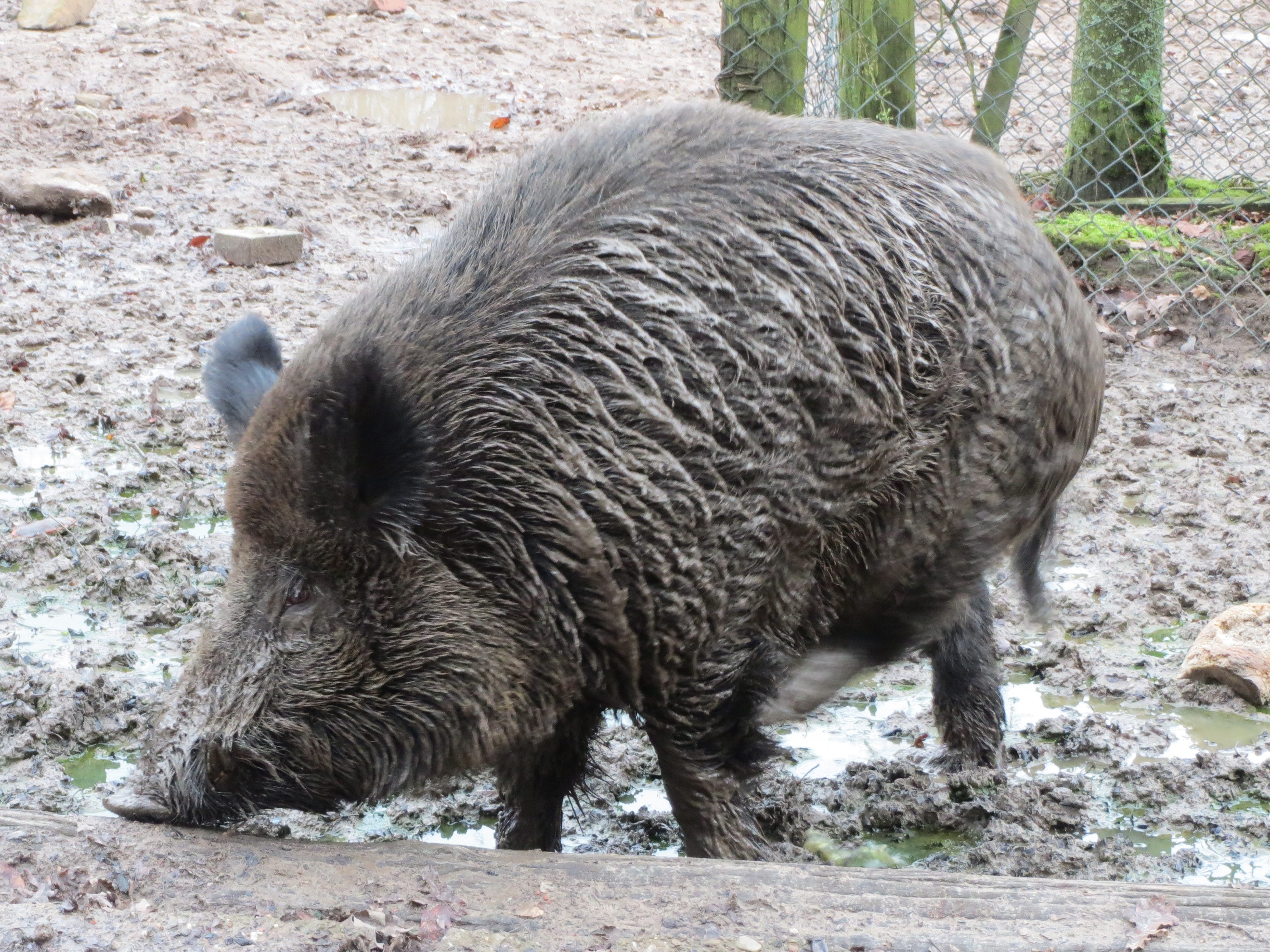
Wildschwein
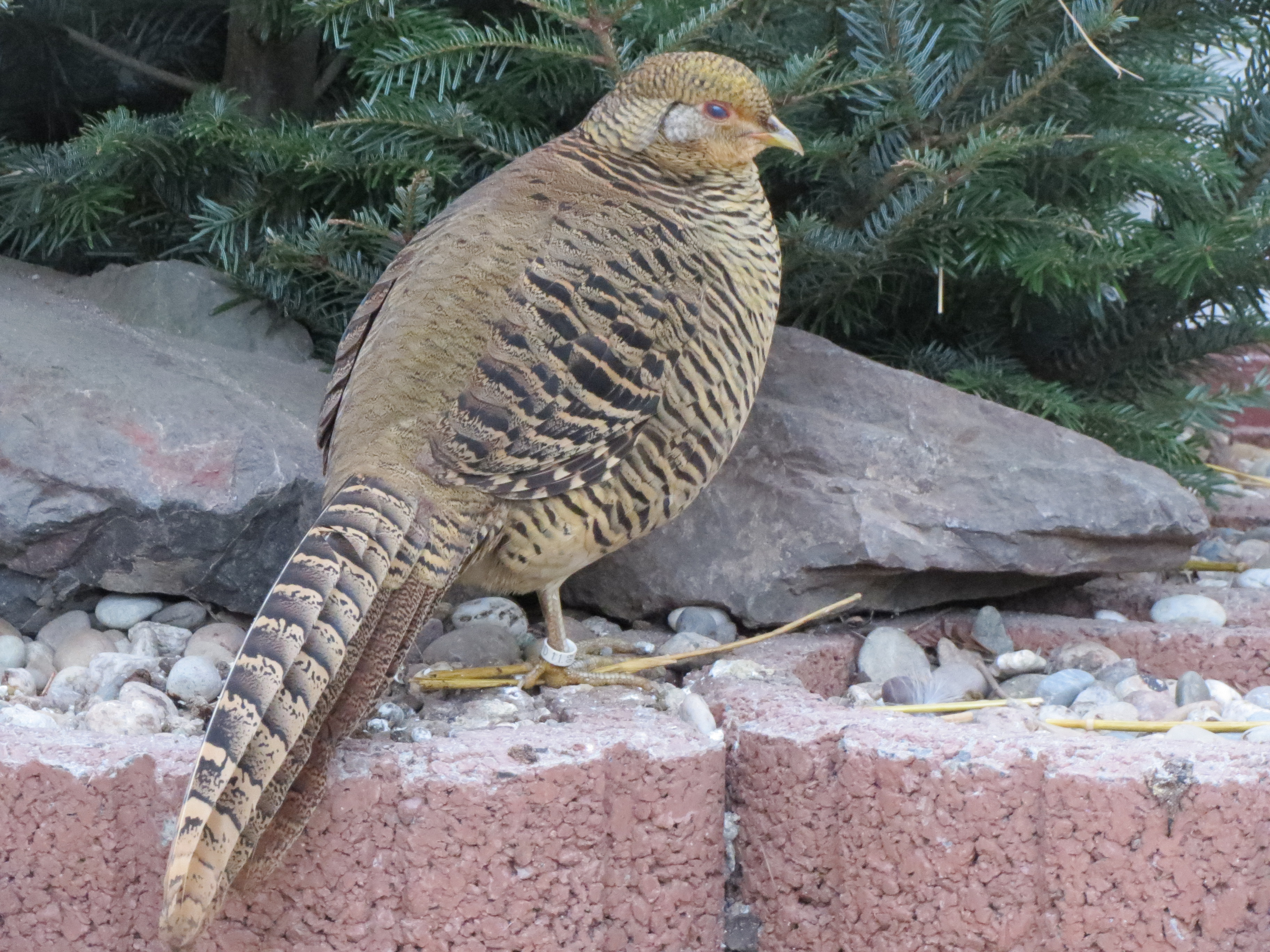
Goldfasan
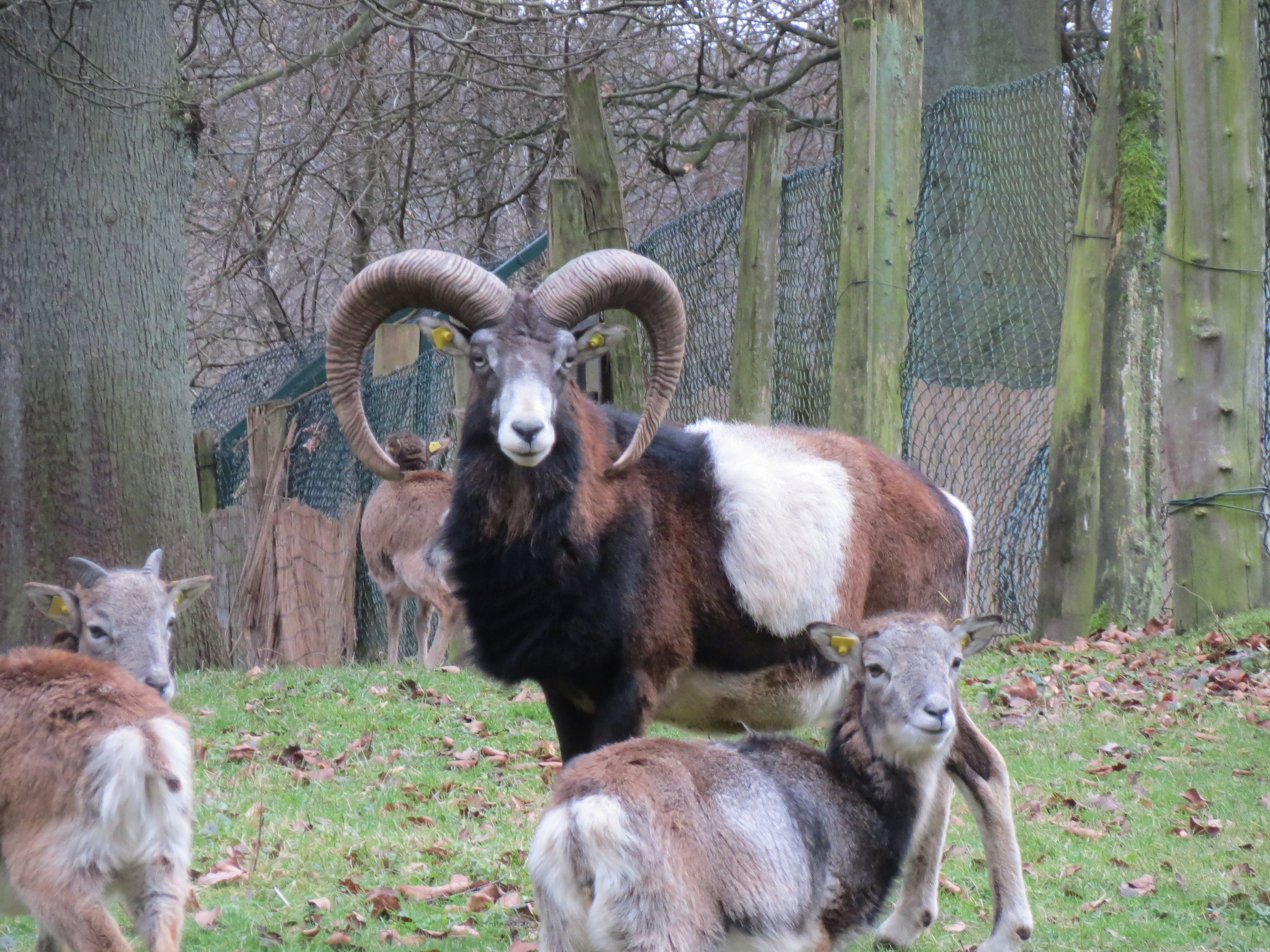
Mufflon
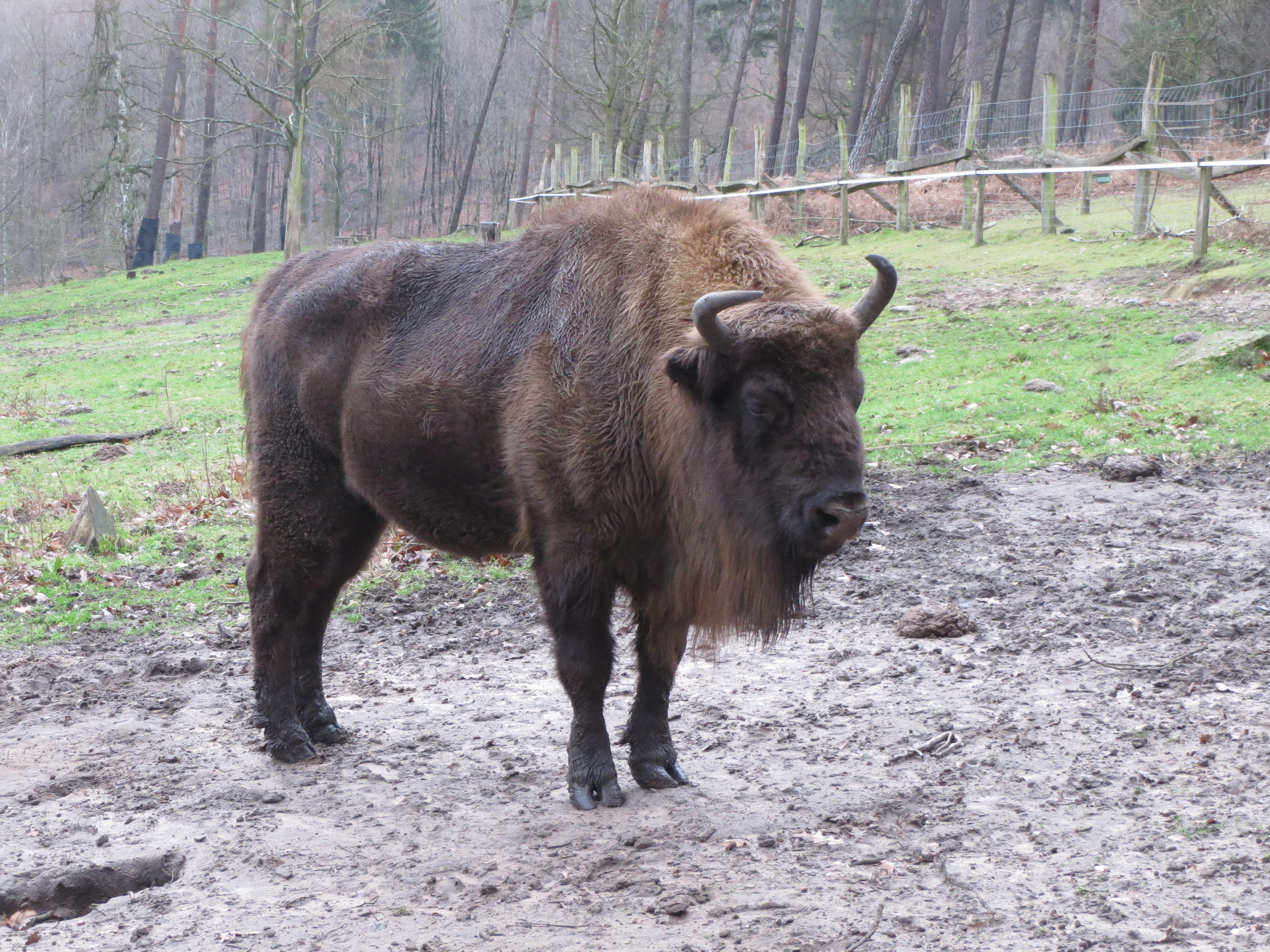
Wisent